# Ефремовский сельский округ (Московская область)
Ефремовский сельский округ — упразднённая административно-территориальная единица, существовавшая на территории Егорьевского района Московской области в 1994—2006 годах.
Ефремовский сельсовет был образован в первые годы советской власти. По данным 1923 года он входил в состав Егорьевской волости Егорьевского уезда Московской губернии.
В 1925 году Ефремовский с/с был объединён с Исаевским с/с в новый Гавриловский с/с.
16 ноября 1926 года Ефремовский с/с был восстановлен.
В 1929 году Ефремовский с/с был отнесён к Егорьевскому району Орехово-Зуевского округа Московской области. При этом к нему был вновь присоединён Гавриловский с/с.
28 декабря 1951 года из Ефремовского с/с в Голубевский сельсовет было передано селение Бузята.
14 июня 1954 года к Ефремовскому с/с был присоединён Алёшинский с/с.
27 июня 1959 года к Ефремовскому с/с был присоединён Голубевский с/с.
1 февраля 1963 года Егорьевский район был упразднён и Ефремовский с/с вошёл в Егорьевский сельский район. 11 января 1965 года Ефремовский с/с был передан в восстановленный Егорьевский район.
3 февраля 1994 года Ефремовский с/с был преобразован в Ефремовский сельский округ.
В ходе муниципальной реформы 2004—2005 годов Ефремовский сельский округ прекратил своё существование как муниципальная единица. При этом все его населённые пункты были переданы в городское поселение Егорьевск.
29 ноября 2006 года Ефремовский сельский округ исключён из учётных данных административно-территориальных и территориальных единиц Московской области.